# Liverpool Football Club 2007-2008

## Maglie e divise
| Manica sinistra · Manica sinistra · Maglietta · Maglietta · Manica destra · Manica destra · Pantaloncini · Pantaloncini · Calzettoni · Calzettoni | Manica sinistra · Manica sinistra · Maglietta · Maglietta · Manica destra · Manica destra · Pantaloncini · Pantaloncini · Calzettoni | Manica sinistra · Manica sinistra · Maglietta · Maglietta · Manica destra · Manica destra · Pantaloncini · Pantaloncini · Calzettoni |

## Rosa
In corsivo i calciatori ceduti durante la stagione
| N. |                        | Ruolo | Calciatore         |
| -- | ---------------------- | ----- | ------------------ |
| 3  | Irlanda (bandiera)     | D     | Steve Finnan       |
| 4  | Finlandia (bandiera)   | D     | Sami Hyypiä        |
| 5  | Danimarca (bandiera)   | D     | Daniel Agger       |
| 6  | Norvegia (bandiera)    | D     | John Arne Riise    |
| 8  | Inghilterra (bandiera) | C     | Steven Gerrard (C) |
| 9  | Spagna (bandiera)      | A     | Fernando Torres    |
| 10 | Ucraina (bandiera)     | A     | Andriy Voronin     |
| 11 | Israele (bandiera)     | C     | Yossi Benayoun     |
| 12 | Brasile (bandiera)     | D     | Fábio Aurélio      |
| 14 | Spagna (bandiera)      | C     | Xabi Alonso        |
| 15 | Inghilterra (bandiera) | A     | Peter Crouch       |
| 16 | Inghilterra (bandiera) | C     | Jermaine Pennant   |
| 17 | Spagna (bandiera)      | D     | Álvaro Arbeloa     |
| 18 | Paesi Bassi (bandiera) | A     | Dirk Kuyt          |
| 19 | Paesi Bassi (bandiera) | A     | Ryan Babel         |
| 20 | Argentina (bandiera)   | C     | Javier Mascherano  |
| 21 | Brasile (bandiera)     | C     | Lucas Leiva        |
| 22 | Mali (bandiera)        | C     | Mohamed Sissoko    |

| N. |                        | Ruolo | Calciatore       |
| -- | ---------------------- | ----- | ---------------- |
| 23 | Inghilterra (bandiera) | D     | Jamie Carragher  |
| 25 | Spagna (bandiera)      | P     | José Reina       |
| 30 | Francia (bandiera)     | P     | Charles Itandje  |
| 33 | Argentina (bandiera)   | C     | Sebastián Leto   |
| 34 | Inghilterra (bandiera) | C     | Ray Putterill    |
| 35 | Inghilterra (bandiera) | C     | Jay Spearing     |
| 36 | Scozia (bandiera)      | C     | Ryan Flynn       |
| 37 | Slovacchia (bandiera)  | C     | Martin Škrtel    |
| 38 | Inghilterra (bandiera) | A     | Craig Lindfield  |
| 39 | Inghilterra (bandiera) | D     | Stephen Darby    |
| 40 | Inghilterra (bandiera) | P     | David Martin     |
| 41 | Austria (bandiera)     | A     | Besian Idrizaj   |
| 42 | Marocco (bandiera)     | A     | Nabil El Zhar    |
| 44 | Inghilterra (bandiera) | D     | Robbie Threlfall |
| 45 | Spagna (bandiera)      | D     | Mikel San José   |
| 46 | Inghilterra (bandiera) | D     | Jack Hobbs       |
| 47 | Francia (bandiera)     | C     | Damien Plessis   |
| 48 | Argentina (bandiera)   | D     | Emiliano Insúa   |

## Risultati

### Premier League
| Arbitro: | Riley |

|                  |           |                                |
| Barry 85’ (rig.) | Marcatori | 31’ (aut.) Laursen 87’ Gerrard |

| Arbitro: | Bennett |

|                                 |           |  |
| Torres 8’, 60’, 81’ Gerrard 83’ | Marcatori |  |

| Arbitro: | Styles |

|            |           |                    |
| Torres 16’ | Marcatori | 62’ (rig.) Lampard |

| Arbitro: | Halsey |

|  |           |                         |
|  | Marcatori | 37’ Sissoko 87’ Voronin |

| Arbitro: | Wiley |

|                                                            |           |  |
| Xabi Alonso 29’, 69’ Babel 45’ Torres 56’, 77’ Voronin 76’ | Marcatori |  |

| Portsmouth 15 settembre 2007, ore 15:00 WEST 6ª giornata | Portsmouth | 0 – 0 referto | Liverpool | Fratton Park\| Arbitro: \| Riley \| |
| Arbitro:                                                 | Riley      |               |           |                                     |

| Liverpool 22 settembre 2007, ore 15:00 WEST 7ª giornata | Liverpool | 0 – 0 referto | Birmingham City | Anfield (44 215 spett.) |

| Arbitro: | Clattenburg |

|  |           |              |
|  | Marcatori | 75’ Benayoun |

| Arbitro: | Halsey |

|                          |           |                |
| Voronin 12’ Torres 90+2’ | Marcatori | 45’, 47’ Keane |

| Arbitro: | Clattenburg |

|                   |           |                               |
| Hyypiä 37’ (aut.) | Marcatori | 54’ (rig.), 90+2’ (rig.) Kuyt |

| Arbitro: | Webb |

|            |           |              |
| Gerrard 7’ | Marcatori | 80’ Fàbregas |

| Blackburn 3 novembre 2007, ore 20:00 WET 12ª giornata | Blackburn | 0 – 0 referto | Liverpool | Ewood Park\| Arbitro: \| Atkinson \| |
| Arbitro:                                              | Atkinson  |               |           |                                      |

| Arbitro: | Tanner |

|                               |           |  |
| Torres 81’ Gerrard 85’ (rig.) | Marcatori |  |

| Arbitro: | Wiley |

|  |           |                                |
|  | Marcatori | 27’ Gerrard 46’ Kuyt 66’ Babel |

| Arbitro: | Bennett |

|                                             |           |  |
| Hyypiä 17’ Torres 45’ Gerrard 56’ Babel 85’ | Marcatori |  |

| Arbitro: | Marriner |

|                                      |           |             |
| Hunt 17’ (rig.) Doyle 60’ Harper 67’ | Marcatori | 28’ Gerrard |

| Arbitro: | Halsey |

|  |           |           |
|  | Marcatori | 43’ Tévez |

| Arbitro: | Riley |

|                                                |           |             |
| Benayoun 13’ Distin 16’ (aut.) Torres 66’, 85’ | Marcatori | 57’ Benjani |

| Arbitro: | Wiley |

|              |           |                          |
| McEveley 67’ | Marcatori | 11’ Torres 90+2’ Gerrard |

| Manchester 30 dicembre 2007, ore 16:00 WET 20ª giornata | Manchester City | 0 – 0 referto | Liverpool | City of Manchester Stadium (47 321 spett.)\| Arbitro: \| Rennie \| |
| Arbitro:                                                | Rennie          |               |           |                                                                    |

| Arbitro: | Bennett |

|            |           |             |
| Torres 49’ | Marcatori | 80’ Bramble |

| Arbitro: | Marriner |

|                |           |            |
| G. Boateng 26’ | Marcatori | 71’ Torres |

| Arbitro: | Clattenburg |

|                         |           |                                       |
| Benayoun 19’ Crouch 88’ | Marcatori | 69’ Harewood 72’ (aut.) Fábio Aurélio |

| Arbitro: | Wiley |

|                    |           |  |
| Noble 90+4’ (rig.) | Marcatori |  |

| Arbitro: | Styles |

|                                   |           |  |
| Crouch 57’ Torres 69’ Gerrard 89’ | Marcatori |  |

| Londra 10 febbraio 2008, ore 16:00 WET 26ª giornata | Chelsea | 0 – 0 referto | Liverpool | Stamford Bridge (41 788 spett.)\| Arbitro: \| Riley \| |
| Arbitro:                                            | Riley   |               |           |                                                        |

| Arbitro: | Mason |

|                      |           |                       |
| Torres 28’, 29’, 61’ | Marcatori | 9’ Tuncay 83’ Downing |

| Arbitro: | Dowd |

|           |           |                                                     |
| Cohen 79’ | Marcatori | 12’ (aut.) Jääskeläinen 60’ Babel 75’ Fábio Aurélio |

| Arbitro: | Bennett |

|                                 |           |  |
| Torres 8’, 60’, 81’ Gerrard 85’ | Marcatori |  |

| Arbitro: | Walton |

|                                      |           |  |
| Pennant 43’ Torres 45+1’ Gerrard 51’ | Marcatori |  |

| Arbitro: | Bennett |

|                                |           |  |
| Brown 34’ Ronaldo 79’ Nani 34’ | Marcatori |  |

| Arbitro: | Webb |

|           |           |  |
| Torres 7’ | Marcatori |  |

| Arbitro: | Dowd |

|              |           |            |
| Bendtner 54’ | Marcatori | 42’ Crouch |

| Arbitro: | Wiley |

|                                    |           |                  |
| Gerrard 60’ Torres 82’ Voronin 90’ | Marcatori | 90+2’ Santa Cruz |

| Arbitro: | Atkinson |

|  |           |                        |
|  | Marcatori | 17’ Pennant 70’ Crouch |

| Arbitro: | Walton |

|                          |           |                         |
| Forssell 33’ Larsson 35’ | Marcatori | 63’ Crouch 75’ Benayoun |

| Arbitro: | Halsey |

|            |           |  |
| Torres 58’ | Marcatori |  |

| Arbitro: | Rennie |

|  |           |                        |
|  | Marcatori | 69’ Voronin 74’ Torres |

### FA Cup
| Arbitro: | Webb |

|                  |           |            |
| Riise 76’ (aut.) | Marcatori | 73’ Crouch |

| Arbitro: | Walton |

|                                            |           |  |
| Babel 45’ Gerrard 52’, 64’, 71’ Hyypiä 57’ | Marcatori |  |

| Arbitro: | Dowd |

|                                             |           |                                |
| Lucas 27’ Benayoun 44’, 56’, 59’ Crouch 90’ | Marcatori | 9’ Pacquette 31’ (aut.) Škrtel |

| Arbitro: | Atkinson |

|          |           |                       |
| Kuyt 32’ | Marcatori | 57’ Foster 90’ Howard |

### Football League Cup
| Arbitro: | Atkinson |

|                      |           |                                   |
| Convey 28’ Halls 64’ | Marcatori | 23’ Benayoun 50’, 71’, 86’ Torres |

| Arbitro: | Walton |

|                         |           |           |
| El Zhar 48’ Gerrard 66’ | Marcatori | 65’ Purse |

| Arbitro: | Atkinson |

|                            |           |  |
| Lampard 59’ Shevchenko 90’ | Marcatori |  |

### UEFA Champions League

#### Terzo turno preliminare
| Arbitro: | Vassaras |

|  |           |             |
|  | Marcatori | 43’ Voronin |

| Arbitro: | Stark |

|                                       |           |  |
| Crouch 19’ Hyypiä 49’ Kuyt 87’, 90+1’ | Marcatori |  |

#### Fase a gironi
| Arbitro: | Micheľ |

|                       |           |          |
| L. González 8’ (rig.) | Marcatori | 17’ Kuyt |

| Arbitro: | Plautz |

|  |           |              |
|  | Marcatori | 77’ Valbuena |

| Arbitro: | Bo Larsen |

|                            |           |             |
| Hyypiä 13’ (aut.) Bobô 82’ | Marcatori | 85’ Gerrard |

| Arbitro: | Merk |

|                                                                   |           |  |
| Crouch 19’, 89’ Benayoun 32’, 53’, 56’ Gerrard 69’ Babel 79’, 81’ | Marcatori |  |

| Arbitro: | Rosetti |

|                                               |           |              |
| Torres 19’, 78’ Gerrard 84’ (rig.) Crouch 87’ | Marcatori | 33’ Lisandro |

| Arbitro: | Hauge |

|  |           |                                            |
|  | Marcatori | 4’ Gerrard 11’ Torres 48’ Kuyt 90+1’ Babel |

#### Fase a eliminazione diretta

##### Ottavi di finale
| Arbitro: | Frank De Bleeckere |

|                      |           |  |
| Kuyt 85’ Gerrard 90’ | Marcatori |  |

| Arbitro: | Øvrebø |

|  |           |            |
|  | Marcatori | 63’ Torres |

##### Quarti di finale
| Arbitro: | Vink |

|              |           |          |
| Adebayor 23’ | Marcatori | 26’ Kuyt |

| Arbitro: | Fröjdfeldt |

|                                                      |           |                        |
| Hyypiä 30’ Torres 69’ Gerrard 85’ (rig.) Babel 90+2’ | Marcatori | 13’ Diaby 84’ Adebayor |

##### Semifinali
| Arbitro: | Plautz |

|          |           |                    |
| Kuyt 43’ | Marcatori | 90+4’ (aut.) Riise |

| Arbitro: | Rosetti |

|                                     |           |                       |
| Drogba 33’, 105’ Lampard 98’ (rig.) | Marcatori | 64’ Torres 117’ Babel |

## Statistiche

### Statistiche di squadra
| Competizione     | Punti | In casa | In casa | In casa | In casa | In casa | In casa | In trasferta | In trasferta | In trasferta | In trasferta | In trasferta | In trasferta | Totale | Totale | Totale | Totale | Totale | Totale | DR  |
| Competizione     | Punti | G       | V       | N       | P       | Gf      | Gs      | G            | V            | N            | P            | Gf           | Gs           | G      | V      | N      | P      | Gf     | Gs     | DR  |
| ---------------- | ----- | ------- | ------- | ------- | ------- | ------- | ------- | ------------ | ------------ | ------------ | ------------ | ------------ | ------------ | ------ | ------ | ------ | ------ | ------ | ------ | --- |
| Premier League   | 76    | 19      | 12      | 6       | 1       | 43      | 13      | 19           | 9            | 7            | 3            | 24           | 15           | 38     | 21     | 13     | 4      | 67     | 28     | +39 |
| FA Cup           | -     | 3       | 2       | 0       | 1       | 11      | 4       | 1            | 0            | 1            | 0            | 1            | 1            | 4      | 2      | 1      | 1      | 12     | 5      | +7  |
| League Cup       | -     | 1       | 1       | 0       | 0       | 2       | 1       | 2            | 1            | 0            | 1            | 4            | 4            | 3      | 2      | 0      | 1      | 6      | 5      | +1  |
| Champions League | -     | 7       | 5       | 1       | 1       | 23      | 5       | 7            | 3            | 2            | 2            | 11           | 7            | 14     | 8      | 3      | 3      | 34     | 12     | +22 |
| Totale           | -     | 30      | 20      | 7       | 3       | 79      | 23      | 29           | 13           | 10           | 6            | 40           | 27           | 59     | 33     | 17     | 9      | 119    | 50     | +69 |

### Andamento in campionato
| Giornata  | 1 | 2 | 3 | 4 | 5 | 6 | 7 | 8 | 9 | 10 | 11 | 12 | 13 | 14 | 15 | 16 | 17 | 18 | 19 | 20 | 21 | 22 | 23 | 24 | 25 | 26 | 27 | 28 | 29 | 30 | 31 | 32 | 33 | 34 | 35 | 36 | 37 | 38 |
| --------- | - | - | - | - | - | - | - | - | - | -- | -- | -- | -- | -- | -- | -- | -- | -- | -- | -- | -- | -- | -- | -- | -- | -- | -- | -- | -- | -- | -- | -- | -- | -- | -- | -- | -- | -- |
| Luogo     | T | C | C | T | C | T | C | T | C | T  | C  | T  | C  | T  | C  | T  | C  | C  | T  | T  | C  | T  | C  | T  | C  | T  | C  | T  | C  | C  | T  | C  | T  | C  | T  | T  | C  | T  |
| Risultato | V | V | M | V | V | N | N | V | N | V  | N  | N  | V  | V  | V  | P  | P  | V  | V  | N  | N  | N  | N  | P  | V  | N  | V  | V  | V  | V  | P  | V  | N  | V  | V  | N  | V  | V  |
| Posizione | 6 | 1 | 2 | 1 | 1 | 1 | 2 | 2 | 3 | 3  | 3  | 3  | 3  | 2  | 2  | 4  | 4  | 4  | 3  | 4  | 4  | 4  | 4  | 4  | 4  | 4  | 4  | 4  | 4  | 4  | 4  | 4  | 4  | 4  | 4  | 4  | 4  | 4  |

Legenda:

Luogo: C = Casa; T = Trasferta. Risultato: V = Vittoria; N = Pareggio; P = Sconfitta.